# رقیه جلال نسب
رقیه جلال نسب (زاده ۱۳۸۲-۰۸-۱۲) بازیکن فوتبال ایرانی است که در باشگاه فوتبال زنان شهرداری سیرجان در لیگ کوثر حضور دارد.

## زندگی
«اوایل که با رقیه و دو دختر دیگرم فوتبال بازی می‌کردم انگشت‌نمای شهر شده بودم و روزی نبود که از سوی آشنا و فامیل سرزنش نشوم. با آن‌ها از کودکی در زمین خاکی و چمن بازی می‌کردم و هنوز هم وقت کنم، پا به پایشان بازی می‌کنم. رقیه حدود سه، چهار سالش بود که به فوتبال و توپ علاقه نشان داد و در ۵ سالگی وارد دنیای فوتسال شد. پس از ۷ سال دوباره فوتبال را از سر گرفت و توانست با بازی خاصش به تیم نوجوانان کشور دعوت شود.»

— پدر رقیه جلال نسب
جلال نسب زاده ۱۲ آبان ۱۳۸۲ در رامهرمز است.

## حرفه
وی یکی از بایکنان تیم ملی زنان ایران است. نونهالان کشورمان در مسابقات قهرمانی جنوب و مرکز آسیا به میزبانی تاجیستان موفق به کسب عنوان سوم شدند و رقیه جلال نسب فوتبالیست کشورمان موفق شد به عنوان بهترین بازیکن این دوره از بازی انتخاب شود.

### باشگاهی
وی در حال حاضر با پیراهن شماره ۱۰ در پست مهاجم در باشگاه فوتبال زنان شهرداری سیرجان حضور دارد.